# Сельское поселение Микулинское (Московская область)
Сельское поселение Микулинское — упразднённое муниципальное образование со статусом сельского поселения на севере Лотошинского района Московской области России.
Административный центр — село Микулино.
Площадь — 315,21 км². Граничило на востоке — с Ошейкинским сельским поселением, на юге — с городским поселением Лотошино, на западе — с Зубцовским и Старицким, а на севере — с Калининским районами Тверской области.
Глава сельского поселения — Рыбинская Людмила Николаевна. Адрес администрации: 143822, Московская область, с. Микулино, Микрорайон, д. 15.
Через поселение проходит межмуниципальная автодорога Р90.

## История
Образовано 1 января 2006 года на основании закона Московской области от 28.02.2005 № 59/2005-ОЗ «О статусе и границах Лотошинского муниципального района и вновь образованных в его составе муниципальных образований».
26 мая 2019 года Лотошинский муниципальный район был упразднён, а все входившие в него городские и сельские поселения объединены в новое единое муниципальное образование —  городской округ Лотошино.

## Население
| 2006  | 2007  | 2008  | 2009  | 2010  | 2011  | 2012  | 2013  |
| ----- | ----- | ----- | ----- | ----- | ----- | ----- | ----- |
| 3555  | ↘3534 | ↘3532 | ↘3495 | ↗3772 | ↘3725 | →3725 | ↘3715 |
| 2014  | 2015  | 2016  | 2017  | 2018  | 2019  |       |       |
| ↘3631 | ↘3576 | ↘3508 | ↘3415 | ↘3360 | ↘3287 |       |       |

## Природа
В восточной части сельского поселения расположена часть национального парка «Завидово» — особо охраняемой природной территории федерального значения. Являясь уникальным природным комплексом, парк играет важную роль в поддержании равновесия экологической системы северо-западной части Московской области и центральной России. На территории поселения расположены памятники природы «Верховое болото», «Микулино городище», государственный природный заказник «Болото Святище».
Основные реки: Шоша, Лобь и Русса.

## Достопримечательности
- Городище «Микулинское» — летописный город Микулин Тверского княжества, памятник археологии XII—XVI веков у села Микулино, на левом берегу реки Шоши[21].

## Состав поселения
В состав сельского поселения входят 38 населённых пунктов бывших Введенского, Микулинского и Савостинского сельских округов — 1 посёлок, 3 села и 34 деревни:
| Наименование | Статус  | Население, 2010 | Бывшая административная единица | ОКАТО          |
| ------------ | ------- | --------------- | ------------------------------- | -------------- |
| Андрейково   | деревня | 4               | Савостинский сельский округ     | 46 229 831 004 |
| Аринькино    | деревня | 6               | Введенский сельский округ       | 46 229 802 012 |
| Афанасово    | деревня | 106             | Введенский сельский округ       | 46 229 802 014 |
| Боборыкино   | деревня | 29              | Микулинский сельский округ      | 46 229 816 013 |
| Боровки      | деревня | 12              | Микулинский сельский округ      | 46 229 816 008 |
| Быково       | деревня | 4               | Микулинский сельский округ      | 46 229 816 007 |
| Введенское   | деревня | 694             | Введенский сельский округ       | 46 229 802 001 |
| Владимировка | деревня | 22              | Микулинский сельский округ      | 46 229 816 012 |
| Волково      | деревня | 54              | Савостинский сельский округ     | 46 229 831 008 |
| Вяхирево     | деревня | 32              | Введенский сельский округ       | 46 229 802 009 |
| Ильинское    | деревня | 29              | Введенский сельский округ       | 46 229 802 005 |
| Калистово    | деревня | 5               | Введенский сельский округ       | 46 229 802 006 |
| Канищево     | деревня | 0               | Введенский сельский округ       | 46 229 802 011 |
| Кельи        | деревня | 23              | Савостинский сельский округ     | 46 229 831 007 |
| Коноплёво    | деревня | 158             | Микулинский сельский округ      | 46 229 816 005 |
| Курятниково  | деревня | 2               | Введенский сельский округ       | 46 229 802 002 |
| Мазлово      | деревня | 2               | Савостинский сельский округ     | 46 229 831 002 |
| Микулино     | село    | 1455            | Микулинский сельский округ      | 46 229 816 001 |
| Могильцы     | деревня | 0               | Введенский сельский округ       | 46 229 802 010 |
| Немки        | посёлок | 59              | Микулинский сельский округ      | 46 229 816 010 |
| Палкино      | деревня | 56              | Савостинский сельский округ     | 46 229 831 005 |
| Паршино      | деревня | 14              | Савостинский сельский округ     | 46 229 831 009 |
| Пеньи        | деревня | 62              | Микулинский сельский округ      | 46 229 816 004 |
| Петровское   | деревня | 5               | Введенский сельский округ       | 46 229 802 015 |
| Плетенинское | деревня | 17              | Микулинский сельский округ      | 46 229 816 011 |
| Поляны       | деревня | 4               | Введенский сельский округ       | 46 229 802 016 |
| Раменье      | деревня | 5               | Введенский сельский округ       | 46 229 802 017 |
| Речки        | деревня | 85              | Микулинский сельский округ      | 46 229 816 006 |
| Савостино    | деревня | 636             | Савостинский сельский округ     | 46 229 831 001 |
| Себудово     | деревня | 2               | Введенский сельский округ       | 46 229 802 013 |
| Сельменево   | деревня | 26              | Введенский сельский округ       | 46 229 802 004 |
| Судниково    | село    | 16              | Савостинский сельский округ     | 46 229 831 003 |
| Татарки      | деревня | 12              | Микулинский сельский округ      | 46 229 816 009 |
| Хилово       | деревня | 9               | Введенский сельский округ       | 46 229 802 007 |
| Хмелевки     | деревня | 8               | Савостинский сельский округ     | 46 229 831 010 |
| Хранёво      | деревня | 92              | Микулинский сельский округ      | 46 229 816 003 |
| Шелгуново    | деревня | 9               | Введенский сельский округ       | 46 229 802 003 |
| Щеглятьево   | село    | 18              | Савостинский сельский округ     | 46 229 831 006 |